# Karl May
Karl Friedrich May ou simplesmente Karl May (Hohenstein-Ernstthal, 25 de fevereiro de 1842 – Radebeul, 30 de Março de 1912) foi um escritor alemão, mais conhecido por seus romances de aventura definidas no Velho Oeste americano. Seus principais protagonistas são Winnetou e Old Shatterhand.

## Vida
Era o quinto entre quatorze filhos de um pobre tecelão, e conheceu a miséria e o sofrimento nos primeiros anos de vida. Foi mestre-escola perto de Dresden. Encontrou depois a sua vocação escrevendo livros de viagens e aventuras no Oriente e na América do Norte e América do Sul, inspirados em Fenimore Cooper, Júlio Verne e outros autores. Estudara diversas línguas orientais e dialetos dos índios americanos, o que, aliado aos seus amplos conhecimentos de geografia e ao abundante material colhido nas viagens que realizou, lhe permitiu dar o colorido próprio às peripécias e incidentes que sua fértil imaginação criava.
Em seus últimos anos, o romancista se viu envolvido em vários processos. Muita gente recusava-se a crer que Karl May não tivesse vivido realmente os sucessos que narrou com tanto vigor e verdade em suas obras, donde a ideia de que o autor fosse realmente salteador, bandoleiro, embusteiro, etc.
Ao morrer, deixou instituída por testamento a "Fundação Karl May", destinada a auxiliar escritores e jornalistas pobres ou doentes. Não esquecera a miséria, as privações que havia sofrido na infância e na juventude e, num gesto de altruísmo, quis empregar parte dos haveres que ganhara com sua pena para livrar dos mesmos sofrimentos os homens das letras. Vendeu 75 milhões de livros somente na Alemanha, e foi traduzido para quase 100 países.

## Obras
É um dos mais vendidos escritores alemães da história. Vendeu somente na Alemanha 75 milhões (era o autor preferido de Hitler ), sendo que 200 milhões foram vendidos em todo o mundo. De seus personagens, se destaca "Mão de Ferro" (Old Shatterhand), devido as suas habilidades com os punhos e que narra suas próprias aventuras, e "Mão de Fogo" (Old Firehand), devido as habilidades no manejo das armas. Hoje suas obras não são tão procuradas, mas no Brasil ainda existe um pequeno grupo de admiradores da obra de Karl May. O escritor escreveu mais de 75 livros. No Brasil a editora Globo traduziu 30 livros.
- Winnetou I
- Winnetou II
- Winnetou III
- A Vingança de Winnetou I
- Através do Deserto
- Pelo Curdistão Bravio
- De Bagdá a Istambul
- Nos Desfiladeiros dos Balkãs
- Na Região dos Bandoleiros
- Na Terra de Mahdi I
- Na Terra do Mahdi II
- Na Terra do Mahdi III
- O Chefe da Quadrilha
- Laranjas e Tâmaras
- No Oceano Pacífico
- Aventuras no Rio da Prata
- Old Surehand I
- Old Surehand II
- Percorrendo as Cordilheiras
- Judas e Satanás I
- Judas e Satanás II
- Judas e Satanás III
- O Capitão Corsário
- Viagens, Caçadas e Explorações
- O Testamento do Inca
- O Rei do Petróleo
- Os Herdeiros de Winnetou
- O Tesouro do Lago de Prata
- Caravana de Escravos
- O Fantasma do Deserto
- Entre Abutres

## Fundação Karl May
A Fundação Karl May (Karl-May-Stiftung em alemão) é uma fundação alemã destina a auxiliar jornalistas e escritores pobres ou doentes, criada por determinação do escritor alemão Karl May, em seu testamento. May colocou sua segunda esposa, Klara, como única herdeira à condição que com sua morte toda a sua propriedade, e quaisquer ganhos futuros de seu trabalho deveriam ir para uma fundação. Esta fundação deveria apoiar a educação dos pobres talentosos, incluindo escritores, jornalistas e editores. Cerca de um ano após sua morte, Klara May criou, em 5 de março de 1913, a "Fundação Karl May" ("Karl-May-Stiftung"). Contribuições foram feitas desde 1917. A fundação estabeleceu o Museu Karl May para manter a Villa Shatterhand, as propriedades, as coleções e o túmulo de Karl May. Desde 2014, Werner Schuler é o presidente e Ralf Harder o vice-presidente da Fundação Karl May.